# رومی کرمر
رومی کرمر (آلمانی: Romy Kermer؛ زادهٔ ۲۸ ژوئیهٔ ۱۹۵۶) اسکیت‌باز نمایشی زن اهل آلمان است.